# Chantal Réga

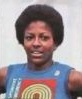
Chantal Réga, 1978

Chantal Réga (* 7. August 1955 in Nîmes) ist eine ehemalige französische Sprinterin und Hürdenläuferin.
Bei den Junioreneuropameisterschaften 1973 in Duisburg gewann sie Silber über 100 Meter Hürden.
1974 schied sie bei den Halleneuropameisterschaften in Göteborg über 60 Meter Hürden im Vorlauf und bei den Europameisterschaften 1974 in Rom über 100 Meter Hürden im Halbfinale aus. Auch bei den Halleneuropameisterschaften 1975 in Katowice scheiterte sie über 60 Meter Hürden in der ersten Runde.
1976 kam sie bei den Halleneuropameisterschaften in München über 60 Meter Hürden erneut nicht über den Vorlauf hinaus. Bei den Olympischen Spielen in Montreal wurde sie Achte über 200 Meter und schied in der 4-mal-100-Meter-Staffel im Vorlauf aus.
Über 60 Meter wurde sie bei den Halleneuropameisterschaften 1977 in San Sebastián Vierte und 1978 in Mailand Sechste. Bei den Europameisterschaften 1978 in Prag wurde sie Siebte über 100 Meter und Fünfte über 200 Meter. In der 4-mal-100-Meter-Staffel erreichte sie mit der französischen Mannschaft im Finale nicht das Ziel.
1979 siegte sie beim Weltcup in Montreal mit der europäischen Mannschaft in der 4-mal-100-Meter-Staffel und bei den Mittelmeerspielen über 100 Meter.
Bei den Olympischen Spielen 1980 in Moskau wurde sie Siebte über 100 Meter und Fünfte in der 4-mal-100-Meter-Staffel. Über 200 Meter erreichte sie das Halbfinale.
1982 gewann sie bei den Europameisterschaften in Athen Bronze über 400 Meter Hürden.
Viermal wurde sie Französische Meisterin über 100 Meter (1976, 1978–1980), fünfmal über 200 Meter (1975, 1976, 1978–1980), zweimal über 100 Meter Hürden (1974, 1975) und einmal über 400 Meter Hürden (1982). In der Halle holte sie je einmal den nationalen Titel über 60 Meter Hürden (1975), 60 Meter (1977) und 200 Meter (1982).

## Persönliche Bestzeiten
- 50 m (Halle): 6,34 s, 18. Februar 1978, Grenoble
- 60 m (Halle): 7,30 s, 20. Februar 1977, Orléans
- 100 m: 11,15 s, 26. Juni 1976, Lille
- 200 m: 22,72 s, 15. Mai 1981, Les Abymes (handgestoppt: 22,4 s, 13. August 1978, Font-Romeu)
- 400 m: 53,37 s, 15. Mai 1983, Les Abymes
- 60 m Hürden (Halle): 8,40 s, 21. Februar 1976, München (handgestoppt: 8,2 s, 9. Februar 1975, Orléans)
- 100 m Hürden: 13,32 s, 27. Juni 1975, Saint-Étienne
- 400 m Hürden: 54,94 s, 10. September 1982, Athen